# Mobilização Nacional
De Mobilização Nacional (MOBILIZA) - (Nederlands: Nationale Mobilisatie), voorheen Partido da Mobilização Nacional (afk. PMN), is een politieke partij in Brazilië. Permanent geregistreerd op 25 oktober 1990. In april 2013 werd een samenvoeging voorgesteld van de PMN met de PPS om de Mobilização Democrática (MD) te vormen, maar op 28 juni 2013 werd dit voorstel verworpen door nationale uitvoerende macht van de PMN en het fusieproces nietig verklaard.
De PMN werd opgericht na de heropening van de democratie in Brazilië. In 1984 werd o Movimento da Mobilização Nacional (Nederlands: de Beweging van de Nationale Mobilisatie (zijn voorganger)) gelanceerd, deze pleitte voor landhervorming, gezamenlijke uitstel van betalingen in de landen van Latijns-Amerika en de breuk met het IMF. De PMN werd aanvankelijk voorgezeten door ex-minister Celso Brant om een plaats in de presidentsverkiezingen te krijgen en om de naam van de partij te consolideren.
De PMN deed tweemaal mee met de presidentsverkiezingen in Brazilië. In 1989 werd Brant presidentskandidaat en werd 19e met 109.909 stemmen (0,15% van de stemmen). In 1998 werd Brigadier Ivan Moacyr da Frota gebracht als kandidaat en hij kreeg meer stemmen, 251.337 stemmen (0,37% van de stemmen). Al in 2002 trad de partij toe bij de coalitie Lula (PT, PCdoB, PCB en PMN) ter ondersteuning van de kandidatuur van Luiz Inácio Lula da Silva. Uiteindelijk kreeg de partij een parlementaire vertegenwoordiging in het congres.

## Verkiezingsresultaten

### Parlementsverkiezingen
| Kamer                                                               | Kamer     | Kamer      | Kamer      | Kamer  | Kamer  | Senaat  | Senaat     | Senaat     | Senaat  | Senaat   | Senaat |
| Jaar                                                                | Stemmen   | Stemmen    | Stemmen    | Zetels | Zetels | Stemmen | Stemmen    | Stemmen    | Zetels  | Zetels   | Zetels |
| Jaar                                                                | Aantal    | Percentage | Percentage | Aantal | +/-    | Aantal  | Percentage | Percentage | Gekozen | +/-      | Totaal |
| Jaar                                                                | Aantal    | %          | +/-        | Aantal | +/-    | Aantal  | %          | +/-        | Gekozen | +/-      | Totaal |
| ------------------------------------------------------------------- | --------- | ---------- | ---------- | ------ | ------ | ------- | ---------- | ---------- | ------- | -------- | ------ |
| 2006                                                                | 875.686   | 0,90       | –          | 3      | –      | 12.925  | 0,00       | –          | 0       | –        | 0      |
| 2010                                                                | 1.086.705 | 1,10       | 0,20       | 4      | 1      | 241.321 | 0,10       | 0,10       | 1       | Gestegen | 1      |
| 2014                                                                | 467.777   | 0,50       | -0,60      | 3      | -1     | 57.911  | 0,10       | 0,00       | 0       | Stabiel  | 1      |
| 2018                                                                | 634.129   | 0,60       | 0,10       | 3      | 0      | 329.973 | 0,20       | 0,10       | 0       | Gedaald  | 0      |
| 2022                                                                | 256.578   | 0,23       | -0,37      | 0      | -3     | 27.812  | 0,03       | -0,17      | 0       | –        | 0      |
| Bron: Wikipedia - Braziliaanse parlementsverkiezingen 2006 t/m 2022 |           |            |            |        |        |         |            |            |         |          |        |

### Statenverkiezingen
Er werden geen PMN-kandidaten gekozen voor het gouverneurschap tijdens de Statenverkiezingen van 2022.

### Gemeentelijke verkiezingen
Bij de gemeentelijke verkiezingen van 2020 werden 13 burgemeesters en 200 gemeenteleden gekozen voor de PMN.